# Lee Jae-ung
Lee Jae-ung (koreanisch 이재웅; * 16. September 2002) ist ein südkoreanischer Leichtathlet, der im Mittel- und Langstreckenlauf an den Start ging.

## Sportliche Laufbahn
Erste internationale Erfahrungen sammelte Lee Jae-ung im Jahr 2019, als er bei den Jugendasienmeisterschaften in Hongkong in 3:56,36 min die Goldmedaille im 1500-Meter-Lauf gewann. 2025 gewann er dann bei den Asienmeisterschaften in Gumi in 3:42,79 min die Silbermedaille hinter dem Japaner Kazuto Iizawa und schied über 800 Meter mit 1:47,40 min im Vorlauf aus.
In den Jahren 2019, 2021 und 2023 wurde Lee südkoreanischer Meister im 1500-Meter-Lauf sowie 2023 und 2024 über 800 Meter und 2021 auch im 5000-Meter-Lauf.

## Persönliche Bestleistungen
- 800 Meter: 1:47,40 min, 30. Mai 2025 in Gumi
- 1500 Meter: 3:41,13 min, 20. Juli 2024 in Chitose
- 5000 Meter: 14:34,56 min, 9. Oktober 2022 in Ulsan